# Zbrodnia w Płauczy Wielkiej
Zbrodnia w Płauczy Wielkiej – zbrodnia dokonana przez nacjonalistów ukraińskich w marcu 1944 roku na polskich i ukraińskich mieszkańcach wsi Płaucza Wielka, położonej w powiecie brzeżańskim województwa tarnopolskiego, podczas niemieckiej okupacji tych ziem. 

## Przebieg napadu

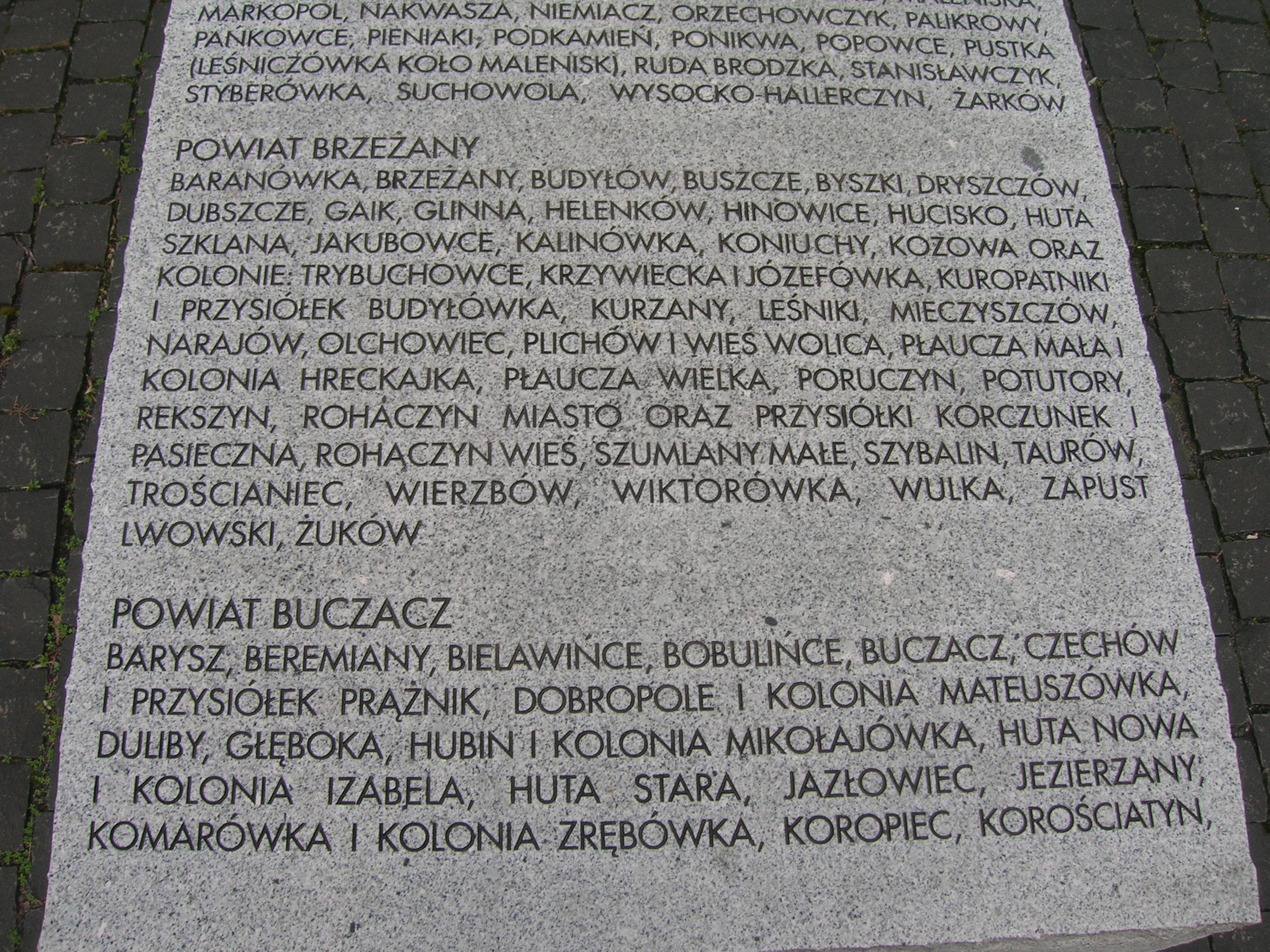
Tablica Pomnika ofiar zbrodni dokonanej na obywatelach polskich przez OUN-UPA wymieniająca Płauczę Wielką

Według wspomnień zgromadzonych przez Stowarzyszenie Upamiętnienia Ofiar Zbrodni Ukraińskich Nacjonalistów, w nocy z 30 na 31 marca 1944 roku około godziny 23 (według ustaleń śledztwa IPN – 28 marca 1944) na Płauczę Wielką, wieś w większości zamieszkaną przez Ukraińców, w której żyło także około 200 Polaków, napadł oddział UPA. Wśród napastników rozpoznano kilku miejscowych Ukraińców. Napastnicy mordowali Polaków za pomocą siekier, młotów i bagnetów, do uciekających strzelano. Sprawcy dokonali także masowego rabunku mienia, po czym spalili polskie domostwa. Napad trwał około czterech godzin.
Dzięki Ignacemu Muszyńskiemu, który wyrwał się oprawcom i biegł z krzykiem przez wieś, udało się ostrzec wiele osób, które opuściły domy i ukryły się.  Część Polaków uzyskała pomoc od sąsiadów-Ukraińców; rodziny Błaszkowów i Muszyńskich znalazły schronienie w ukraińskich domach. W innym przypadku napastnicy odstąpili od mordu po interwencji Ukraińca Mykiety.
Ofiarami napadu byli także Ukraińcy Pryhodowie z mieszanych rodzin, których zabito wraz z żonami narodowości polskiej. Piotrowi Iwaśce zamordowano żonę-Polkę i dzieci, jego samego zaś pozostawiono przy życiu. Już po napadzie zabito trzyosobową rodzinę Wełysznych, która głośno krytykowała działania banderowców. 
Śledztwo IPN (sygn. akt S 48/01/Zi) podaje liczbę 70 osób zabitych w napadzie na Płauczę Wielką. Inni autorzy twierdzą, że zginęło 110-112 osób.